# Театър на Помпей
Театърът на Помпей (лат.: Theatrum Pompeium, италиански: Teatro di Pompeo) e театър в античен Рим.
Поръчан е от Помпей Велики след неговия трети триумф през 61 пр.н.е. и е завършен, когато е за втори път консул през 55 пр.н.е. с великолепни игри (м. др. с 600 лъва, 410 пантери, 18 слона).
Нарича се „Помпеански театър“, „Мраморен театър“ и „Голям театър“. Намира се на Марсово поле (Campus Martius) северозападно от Цирк Фламиний. Събира около 10 000 зрители и се намира южно от днешната църква Sant' Andrea della Valle на местото, където днес се намират църквата Santa Maria de Crypta pincta, Piazza Grottapinta и Piazza Satiri.
Театърът е съединен с Портикa на Помпей, разположен зад сцената, където са били изложени статуи на известни актьори.
Там на 15 март 44 пр.н.е. Гай Юлий Цезар е убит от заговорници.